# Harry F. Dowling
Harry Filmore Dowling (* 11. November 1904 in Washington, D.C.; † 19. Dezember 2000 in East St. Louis, Illinois) war ein US-amerikanischer Mediziner.

## Leben

### Familie und Ausbildung
Der gebürtige Washingtoner Harry Filmore Dowling, Sohn des William Alexander Dowling und der Mae Krause Dowling, wandte sich nach seinem Pflichtschulabschluss dem Studium der Medizin am Franklin & Marshall College in Lancaster im US-Bundesstaat Pennsylvania zu, 1927 erwarb er den akademischen Grad eines Bachelor of Science. Er setzte sein Studium an der George Washington University fort, 1931 wurde er zum M.D. promoviert.
Harry Filmore Dowling heiratete am 27. Juni 1931 Edith Laine. Dieser Ehe entstammten die Söhne Harry Filmore junior, William Laine und John Nelson. Er verstarb im Dezember 2000 im Alter von 96 Jahren.

### Beruflicher Werdegang
Harry Filmore Dowling war nach seinem Studienabschluss als Assistenzarzt an Baltimore City Hospitals eingesetzt, 1932 übernahm er eine Stelle als Medizinischer Assistent an der Johns Hopkins University, 1933 führte ihn ein einjähriges Infectious Diseases Fellowship an die Harvard University. Im Anschluss kehrte Dowling an die George Washington University zurück, wo er eine Anstellung als Clinical Instructor in Medicine erhielt, 1940 wurde er zum Clinical Professor of Medicine ernannt. Zusätzlich leitete Dowling eine Privatpraxis für Innere Medizin, Infektionskrankheiten und Allergien sowie seit 1940 die Medizinische Abteilung des Gallinger Municipal Hospitals. Im Jahre 1950 nahm er den Ruf auf die Professur für Präventivmedizin sowie Leitung des Departments of Preventive Medicine an der University of Illinois School of Medicine in Chicago an. Im Folgejahr wurde Dowling zum Professor für Medizin, Leiter des Departments of Medicine und Chefarzt des University of Illinois Research and Education Hospitals ernannt, 1969 wurde er emeritiert.
Der 1950 mit dem Alumni Achievement Award der George Washington University ausgezeichnete Dowling wurde zum Fellow des American College of Physicians sowie zum Mitglied der American Society for Clinical Investigation, der American Federation for Clinical Research, der American Public Health Association, der Phi Beta Kappa und der Sigma Xi gewählt. 1975 erhielt er den Alexander Fleming Award.
Das Forschungsinteresse Harry F. Dowlings galt insbesondere der Bekämpfung von Infektionskrankheiten, einschließlich der Beschäftigung mit Sera, Sulfonamiden sowie Antibiotika.

## Publikationen (Auswahl)
- zusammen mit Lewis Kaigler Sweet, Harold L. Hirsh: The acute bacterial diseases, their diagnosis and treatment. W.B. Saunders, Philadelphia, 1948
- Antibiotic therapy. in: Disease-a-month, Mar., Year Book Publishers, Chicago, Ill., 1956
- Tetracycline. in: Antibiotics monographs, 3., Medical Encyclopedia, Inc., New York, 1956
- zusammen mit Tom Jones: That the patient may know; an atlas for use by the physician in explaining to the patient. W.B. Saunders, Philadelphia, 1959
- Medicines for man; the development, regulation, and use of prescription drugs. in: Borzoi book, 1st ed., Knopf, New York, 1970
- Comparisons and contrasts between the early arsphenamine and early antibiotic periods. In: Bulletin of the Historiy of Medicine. Band 47, 1973, S. 236–249.
- Fighting infection : conquests of the twentieth century. in: Commonwealth Fund book, Harvard University Press, Cambridge, Mass., 1977
- City hospitals : the undercare of the underprivileged. Harvard University Press, Cambridge, Mass., 1982